# Boljevac
Boljevac városa az azonos nevű község székhelye Szerbiában, a Zaječari körzetben.

## Népesség
- 1948-ban 1 082 lakosa volt.
- 1953-ban 1 259 lakosa volt.
- 1961-ben 1 400 lakosa volt.
- 1971-ben 2 288 lakosa volt.
- 1981-ben 3 289 lakosa volt.
- 1991-ben 3 926 lakosa volt
- 2002-ben 3 784 lakosa volt, melyből 3 177 szerb (83,95%), 209 vlach (5,52%), 157 cigány, 20 macedón, 16 jugoszláv, 14 montenegrói, 12 horvát, 9 bolgár, 7 román, 6 albán, 3 muzulmán, 1 bunyevác, 1 magyar, 11 ismeretlen.

## A községhez tartozó települések
- Bačevica
- Bogovina
- Boljevac Selo
- Valakonje
- Vrbovac (Boljevac)
- Dobro Polje (Boljevac)
- Dobrujevac (Boljevac)
- Ilino
- Jablanica (Boljevac)
- Krivi Vir
- Lukovo (Boljevac)
- Mali Izvor (Boljevac)
- Mirovo
- Osnić
- Podgorac (Boljevac)
- Rtanj (Boljevac)
- Rujište (Boljevac)
- Savinac (Boljevac)
- Sumrakovac
- Selo Boljevac